# 毛抜き

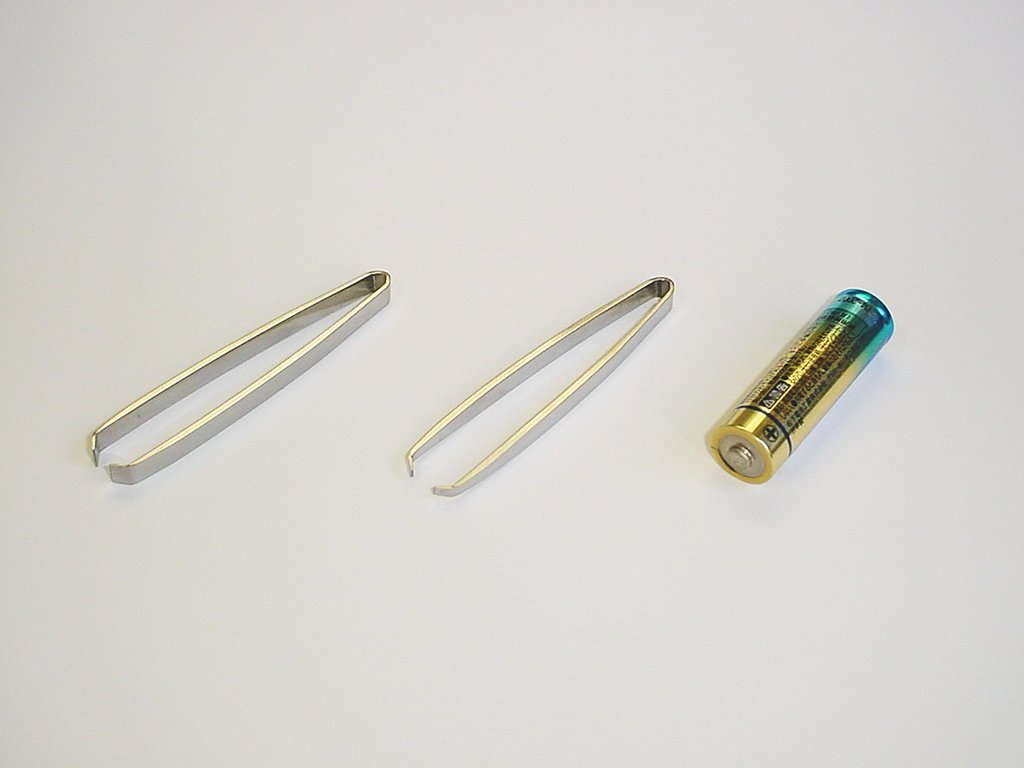
美容用の手動式毛抜き、右はサイズ比較用の単3電池

毛抜き（けぬき、オランダ語: pincet、英語: tweezers）とは、体毛を挟んで引き抜く道具。また毛を抜く行為や動作の類似性から派生して、「毛抜き」という言葉は印刷分野や経済分野でも業界用語として使われる。

## 概要
毛抜きはヒゲ・眉毛・毛髪等の毛を抜くための道具の一つでピンセットの一種に分類される。ただし細かいものをつまむためのピンセットとは異なり、先端部分は幅広く接触面が平らになっており、毛を掴んで引き抜くことに特化されている。利工具の毛抜きの形態は一本の金属棒を加工して二つに折り曲げた際に生じるばね特性を利用した和式のものと、西洋では一般的な、あらかじめ反りを持たせた2枚の金属板をスポット溶接で溶着してばね特性を持たせたものに分類される。
用途としては主に遅れ毛や眉毛や鼻毛、陰毛など、デリケートな部分の毛を整えるためによく使われる。逆さ睫毛の場合にも用いられる。毛抜きは化粧用具に分類され、男女問わず使用されている。美容器具としての毛抜きは手動により対象物を一本ずつ除去するタイプだが、ほかに電動式で広い面積を処理するものもある。なお和式の毛抜きは魚類の骨を抜く骨抜きを小さくした形状をしている。

## 歴史
毛抜きは古くは「鑷」とも、また「鑷子」とも表記した。古代中国後漢の時代に編まれた辞書『釋名』には、「鑷、攝也、攝取髪也」という記述がある。「攝」は抜き取るという意味で、古くより髪の毛（但し白髪）を抜く道具として存在していた。また平安時代に成立した辞書『和名類聚抄』には、この『釋名』の記述を引用した「鑷子」の項目があり、和名を「波奈介沼岐」（はなけぬき）、俗に「計沼岐」（けぬき）と云う、としている。
国宝の「梅蒔絵手箱」（静岡・三嶋大社蔵、13世紀）には、他の化粧道具とともに銀製の毛抜き（鑷）が収められている。同様の銀製毛抜きは、熊野速玉大社の古神宝類の手箱（11点が現存、1390年頃、国宝）や、和歌山・阿須賀神社伝来の「松椿蒔絵手箱」（京都国立博物館蔵、1390年頃、国宝）にも収められている。これらは神宝として奉納されたものなので、当時実際に使われていたサイズであるかどうかは不明であるが（神宝は通常より大きく作られる場合が多い）、その形態については忠実に再現していると見られる。
穂積陳重の『板倉の茶臼、大岡の鑷』（『法窓夜話』所載）には、大正4年（1915年）の江戸博覧会で大岡忠相の遺品の毛抜きを見たことが記されている。それによると大きなもので7寸、小さいものでも3寸の大きさで、穂積の時代のものより数倍の大きさだったという。
毛抜きは越後高田（上越市）、江戸（東京）など、古くから工芸品として伝わったところもあり、江戸毛抜きとして伝統工芸化され、彫刻や宝飾品等をあしらった毛抜きを作る毛抜き職人も存在する。かつてはハマグリなどの、殻がちょうど合う二枚貝が毛抜きのために使われたこともあったが、江戸時代以降は鍛冶や工芸の発達で鉄が素材の主流となった。近年はステンレスが主流であるが、洋白やチタン、貴金属で作られたものもある。

## 派生語

### 印刷用語
オフセット印刷では原稿を色分解し、多くは CMYK と呼ばれるシアン・マゼンタ・イエロー・ブラックの網点状の色版を其々作製して原版にする。このとき、分解した各色版がずれたり重なった場合に隣り合った色が混ざった色に見えてしまうために片方の色の網点を抜く作業を行なう。この時の色を抜く手作業や処理を毛抜きという。毛抜合せ、若しくはトラッピングとも言う。また抜き合せともいう。
一般的な画像ソフトで毛抜を喩えるなら、編集画像の拡大比率を上げて各ピクセルが個々に識別できる状態に表示し、隣接するピクセルごとに色を調整していく状態である。この操作はDTPソフトによってはトラッピングと呼ばれ自動化できるものがある。
この作業が毛抜きと呼ばれるのは、オフセット印刷の色版は再現性にもよるが数十分の一ミリから数百分の一ミリ単位で隣り合っており、前記の作業は1ミリの数分の一の毛を選り分けて抜く本来の毛抜き作業にも似ているところから取られた。

### 経済用語
株式相場で株価が繰り返し上昇、若しくは下降した際の状態を示す罫線表の軌跡が毛抜きの形に似ていることから、これを毛抜きという。